# Gabriela
Gabriela – żeńskie imię pochodzenia semickiego, żeński odpowiednik imienia Gabriel. Wśród imion nadawanych nowo narodzonym dzieciom, Gabriela w 2014 r. zajmowała 19. miejsce w grupie imion żeńskich.
Gabriela imieniny obchodzi:
- 8 lutego, jako wspomnienie bł. Józefiny Gabrieli Bonino,
- 23 kwietnia, jako wspomnienie bł. Marii Gabrieli Sagheddu,
- 6 listopada, jako wspomnienie bł. Gabrieli de San Juan de la Cruz, jednej z 498 męczenników hiszpańskich,
- 18 listopada, jako wspomnienie bł. Marii Gabrieli Hinojosy
- 27 lutego razem z Gabrielem[3].

## Znane osoby noszące to imię
- bł. Gabriela od św. Jana od Krzyża, hiszpańska karmelitanka
- Gabriela Bossis (s. Maria od Serca Jezusowego), francuska aktorka, tercjarka franciszkańska
- Gabriella Cilmi, australijska piosenkarka
- Gabriela Kornacka, polska piłkarka ręczna
- Gabriela Koukalová, czeska biathlonistka i prezenterka telewizyjna
- Gabriela Kownacka, polska aktorka
- Gabriela Kulka, polska wokalistka, pianistka i autorka tekstów
- Gabriela Kurylewicz, polska filozof, poetka i tłumaczka
- Gabriela Masłowska, polska polityk, poseł na Sejm RP
- Gabriela Mistral, chilijska poetka
- Gabriela Morawska-Stanecka, polska polityk
- Gabriela Muskała, polska aktorka
- Gabriela Navrátilová, czeska tenisistka
- Gabriela Nowak-Skyrpan, polska piosenkarka
- Gabriela Olărașu, rumuńska szachistka, arcymistrzyni
- Nena (Gabriele Susanne Kerner), niemiecka piosenkarka
- Gabriela Puzynina, polska księżna, poetka, komediopisarka i pamiętnikarka
- Gabriela Sabatini, argentyńska tenisistka
- Gabriela Spanic, wenezuelska aktorka i modelka
- Gabriela Szabó, rumuńska lekkoatletka
- Gabrielle Union, amerykańska aktorka
- Gabriela Vergara, wenezuelska aktorka i modelka
- Gabriela Zapolska, polska pisarka
- Coco Chanel (Gabrielle Bonheur Chanel), francuska projektantka mody
- Sidonie-Gabrielle Colette, francuska pisarka

## Gabriela w literaturze
- Gabriela Borejko, bohaterka Jeżycjady Małgorzaty Musierowicz
- Gabrielle Delacour, jedna z bohaterek serii o Harrym Potterze
- Gabriella Paladin, jedna z bohaterek Sagi o Ludziach Lodu norweskiej pisarki Margit Sandemo

## Gabriela w filmach
- Gabriella Montez w High School Musical 1, 2 i 3 (zagrała ją Vanessa Hudgens)
- Gabrielle Solis w serialu Gotowe na wszystko